# 武者小路隆光
武者小路隆光（むしゃのこうじ たかみつ、嘉慶元年（1387年） - 文安5年（1448年）)は、室町時代中期の公卿。別名は武者小路俊宗。

## 官歴
- 時期不明：右兵衛督、正四位下
- 応永21年（1414年）：参議
- 応永22年（1415年）：従三位、美作権守
- 応永24年（1417年）：正三位
- 応永28年（1421年）：権中納言
- 応永29年（1422年）：従二位
- 応永31年（1424年）：権大納言
- 正長元年（1428年）：造宮上卿
- 永享3年（1431年）：正二位

## 系譜
- 父：武者小路資俊
- 子：武者小路資世
- 子：円満院（足利政知室）